# 齊美爾瓦爾德
齐美尔瓦尔德（德語：Zimmerwald，瑞士標準德語發音：[ˈtsɪmərˌvald]）是瑞士伯恩州的一个村庄和旧市镇，总面积为8.94平方千米，截至2002年12月总人口为870人。2004年1月1日，齐美尔瓦尔德与市镇恩利斯贝格合并为市镇瓦爾德。

## 歷史
第一次世界大战期间，1915年世界各国社会主义者在此召开了反战的齐美尔瓦尔德会议。